# Schroniska na Lubaniu
Schroniska na Lubaniu – nieistniejące już dwa schroniska turystyczne, położone pod szczytem Lubania w Gorcach w dwóch różnych lokalizacjach.

## Schronisko TTN

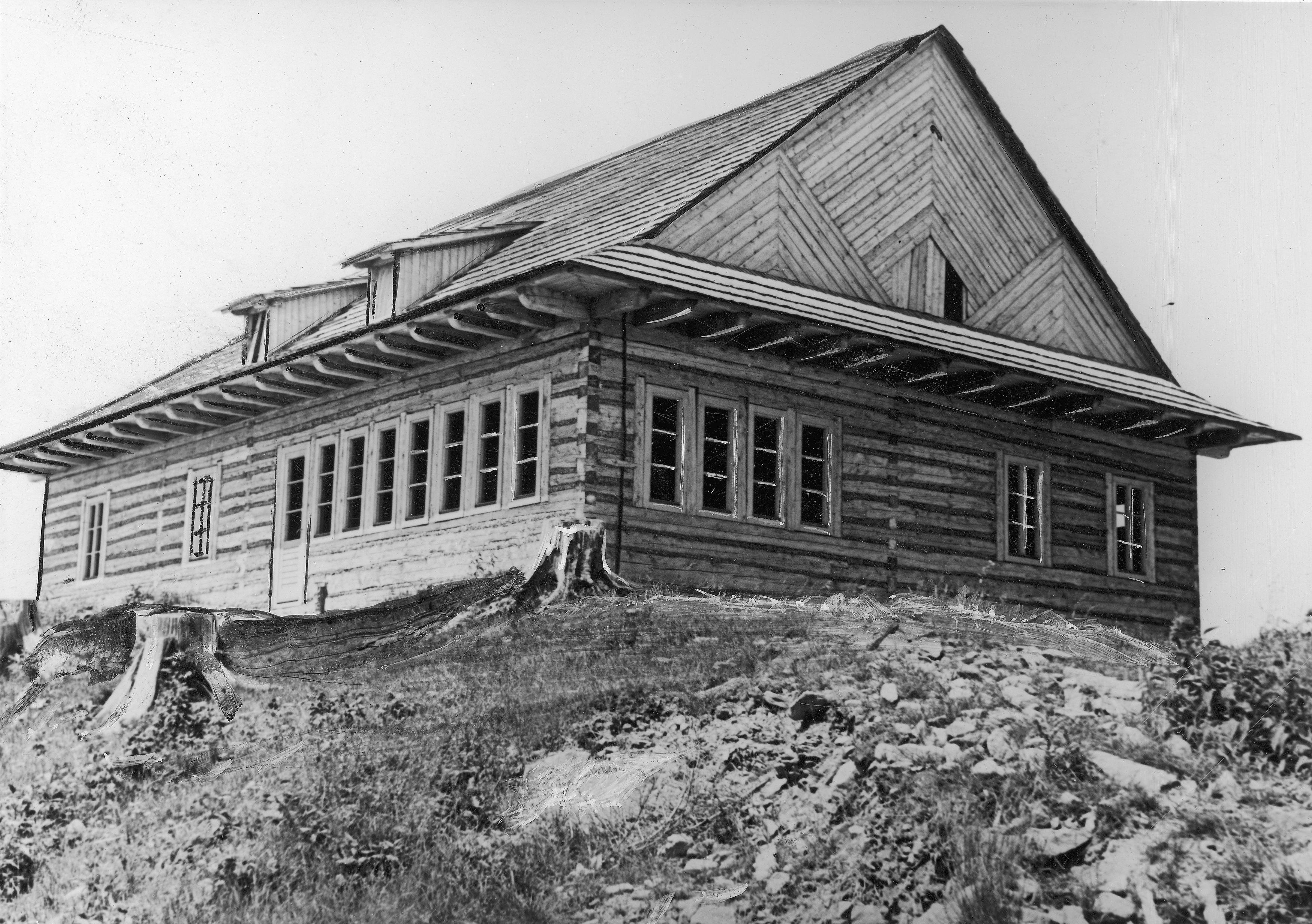
Schronisko Tatrzańskiego Towarzystwa Narciarzy na Lubaniu (NAC)

Pierwszy obiekt noclegowy na Lubaniu został zorganizowany w 1934 roku przez Oddział Polskiego Towarzystwa Tatrzańskiego w Tarnowie w prywatnym budynku dzierżawionym przez Tomasza Guszkiewicza (ur. w 1894 w Krościenku nad Dunajcem, zm. w 1968 w Maniowach), który był gospodarzem schroniska do 1939 roku. Był to raczej prymitywny schron. Oddział PTT planował utworzenie tu pełnowartościowego schroniska, jednak większość jego wysiłków ukierunkowana była na budowę powstającego schroniska na Turbaczu. Fakt ten wykorzystało Tatrzańskie Towarzystwo Narciarzy, które za pomocą Polskiego Związku Narciarskiego wybudowało obszerny obiekt na Samorodach pod szczytem Lubania. Oddano go do użytku 14 maja 1939. Był to budynek na 100 miejsc noclegowych, z werandą, z której roztaczała się panorama Tatr. Było to jedno z najbardziej atrakcyjnie położonych schronisk. Wybudowanie obiektu wzbudziło protesty ze strony PTT, m.in. dlatego, że powstał on na działce przeznaczonej dla Towarzystwa.
Schronisko istniało do 1944 roku. Podczas II wojny światowej stanowiło punkt kontaktowy Obwodu Nowotarskiego AK i ważny punkt działalności partyzanckiej i konspiracyjnej. Jego gospodarzami od lata 1943 roku byli Helena i Ernest Durkalcowie, którzy sami działali w ruchu oporu (Ernest Durkalec ps. Sław był kapitanem AK, Helena nosiła pseudonim Sława). Obiekt stanowił oparcie dla polskich i radzieckich oddziałów partyzanckich, co wywołało reakcję hitlerowców. W dniu 25 września 1944 roku schronisko zostało otoczone przez oddziały niemieckie. Ze znajdujących się wówczas w budynku ośmiorga partyzantów trzem udało się uciec, dwóch zostało zabitych, a pozostałych ujęto. Budynek schroniska został spalony, a do XXI w. dotrwały ślady podmurówki obiektu.

## Schronisko PTTK
Plany odbudowy schroniska zaczęto realizować w 1970 roku, kiedy to oddział PTTK z Krościenka nad Dunajcem rozpoczął działania w celu budowy na Lubaniu schronu turystycznego. Po opracowaniu dokumentacji pracę rozpoczęto w maju 1973 roku na polanie Wyrobki. Obiekt oddano do użytku 14 grudnia 1975 roku. Drewniany budynek posiadał 16 miejsc noclegowych, kuchnię turystyczną i bufet. Pomimo dość niskiego standardu, schronisko zakwalifikowano do bacówek.
Obiekt funkcjonował praktycznie dwa lata. Został całkowicie zniszczony w wyniku pożaru w dniu 8 stycznia 1978 roku. Pożar wybuchł w górnych pomieszczeniach budynku. W tym czasie w budynku nie było żadnego turysty, jedynie kierowniczka z matką i z dzieckiem. Nikt z nich nie doznał obrażeń. Dochodzenie nie ustaliło, co mogło być przyczyną pożaru. Na początku lat 80. XX wieku istniała możliwość noclegu w przyziemiach spalonego schroniska oraz w ocalałym budynku gospodarczym. 

## Plany odbudowy
Bezpośrednio po pożarze PTTK planowało odbudowę obiektu według typowego projektu „bacówek” Stanisława Karpiela. Prace nad odbudową miał prowadzić Okręgowy Zespół Gospodarki Turystycznej PTTK w Krakowie, jednak dalszych działań nie podjęto.
W 1986 powstał Komitet Honorowy Budowy Schroniska, na którego czele stał poseł Kazimierz Modzelewski. Do budowy nie doszło. 
Pod koniec 2012 roku pojawiły się informacje o planowanej na 2014 roku budowie schroniska na Lubaniu. Inwestorem miała być spółka Schroniska i Hotele PTTK „Karpaty” Sp. z o.o. z siedzibą w Nowym Sączu. Ostatecznie do powstania obiektu nie doszło.
Kolejne informacje o odbudowie obiektu pojawiły się z początkiem drugiej dekady XXI wieku. W 2020 roku rozstrzygnięty został konkurs na projekt schroniska, zaś same prace budowlane miały ruszyć w 2023 roku.